# 紅樹巨蜥

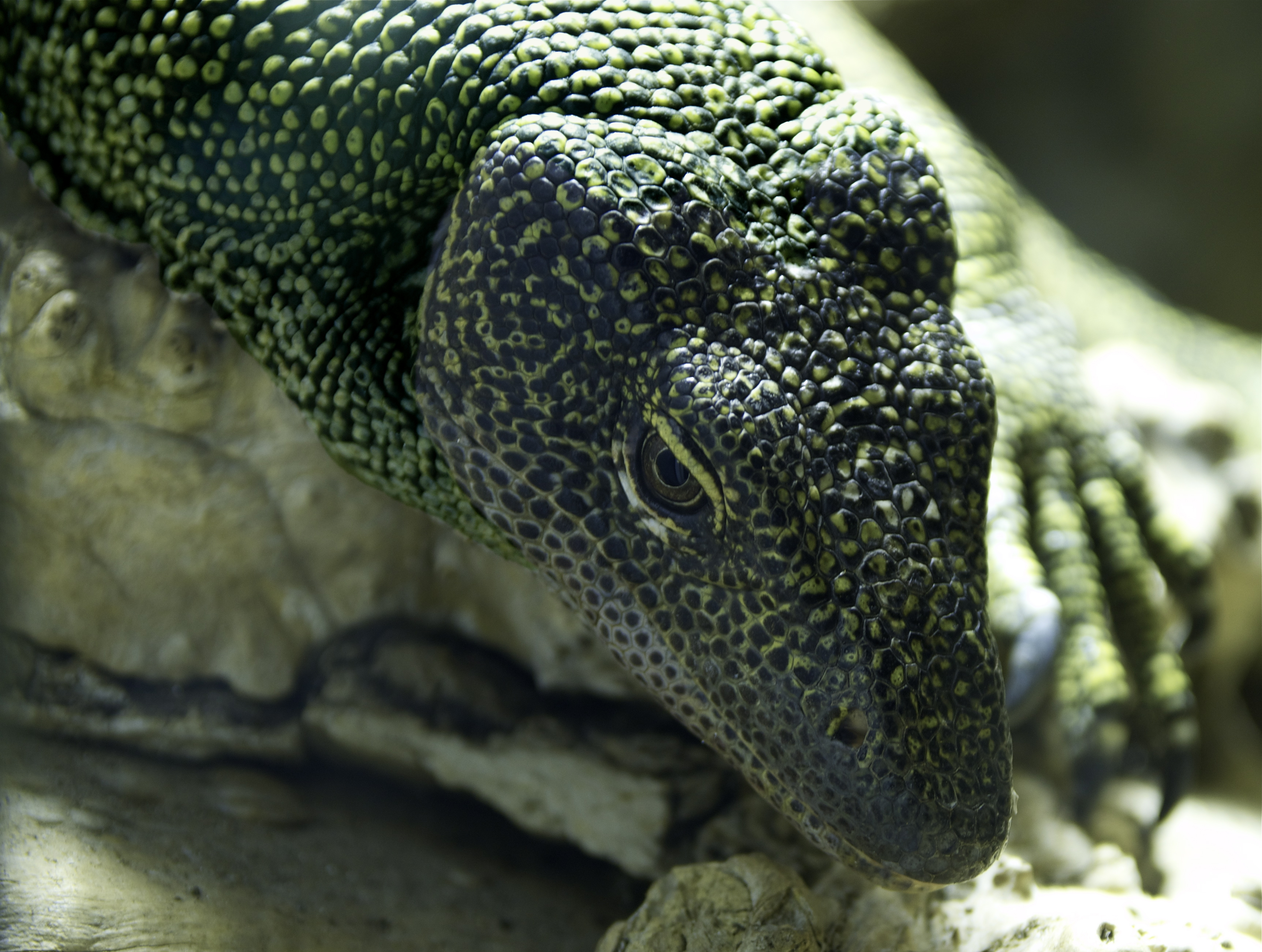
巴黎國家自然歷史博物館中的紅樹巨蜥

紅樹巨蜥（學名：Varanus indicus，英語：、mangrove goanna或Western Pacific monitor lizard）是巨蜥屬下的一種蜥蜴，廣泛分佈於澳大利亞、新幾內亞到所羅門群島、馬紹爾群島、加羅林群島和馬里亞納群島的太平洋地區。體長可達3.5至4英尺（1.1至1.2）。

## 命名
紅樹巨蜥由法國爬行動物學家弗朗索瓦·馬里·多丹首次描述於1802年。當時的正模標本是安汶島上發現的一隻未成年紅樹巨蜥，後來這一標本在巴黎的博物館中失蹤。多丹給出的學名是Tupinambis indicus，此名稱沿用七十五年後才被現名取代。
屬名Varanus 取自阿拉伯語 ورل （waral，即“巨蜥”）。種加詞indicus即拉丁語“印度”之意，不過這裡指的是最早發現紅樹巨蜥的印度尼西亞或東印度群島。
而本種的中文名稱常常造成誤會，認為體色如同其名，呈現紅色；其實係因棲息環境主要在紅樹林地區所致。
因為分佈廣泛，紅樹巨蜥被認為是一種隱存種，其下包含至少四個姊妹種：Varanus indicus、藍尾巨蜥(Varanus doreanus)、Varanus spinulosus 和桃喉巨蜥(Varanus jobiensis)。

## 分佈
紅樹巨蜥廣泛分佈於澳大利亞、新幾內亞到摩鹿加群島、所羅門群島、馬紹爾群島、加羅林群島和馬里亞納群島的太平洋地區。生活在沿河、紅樹林或湖泊邊的潮濕叢林里。在這上千個島嶼中，其個體差異，如大小、圖案以及鱗片形狀也不盡相同。日本在20世紀前期也將其引入。一些爬行動物學家認為紅樹巨蜥之所以分佈如此廣泛是因為波利尼西亞人給他們提供了充足肉食的緣故。但也有學者認為紅樹巨蜥只能是與人類存在食物上的競爭關係，而且實際上並不嗜肉。

## 形態

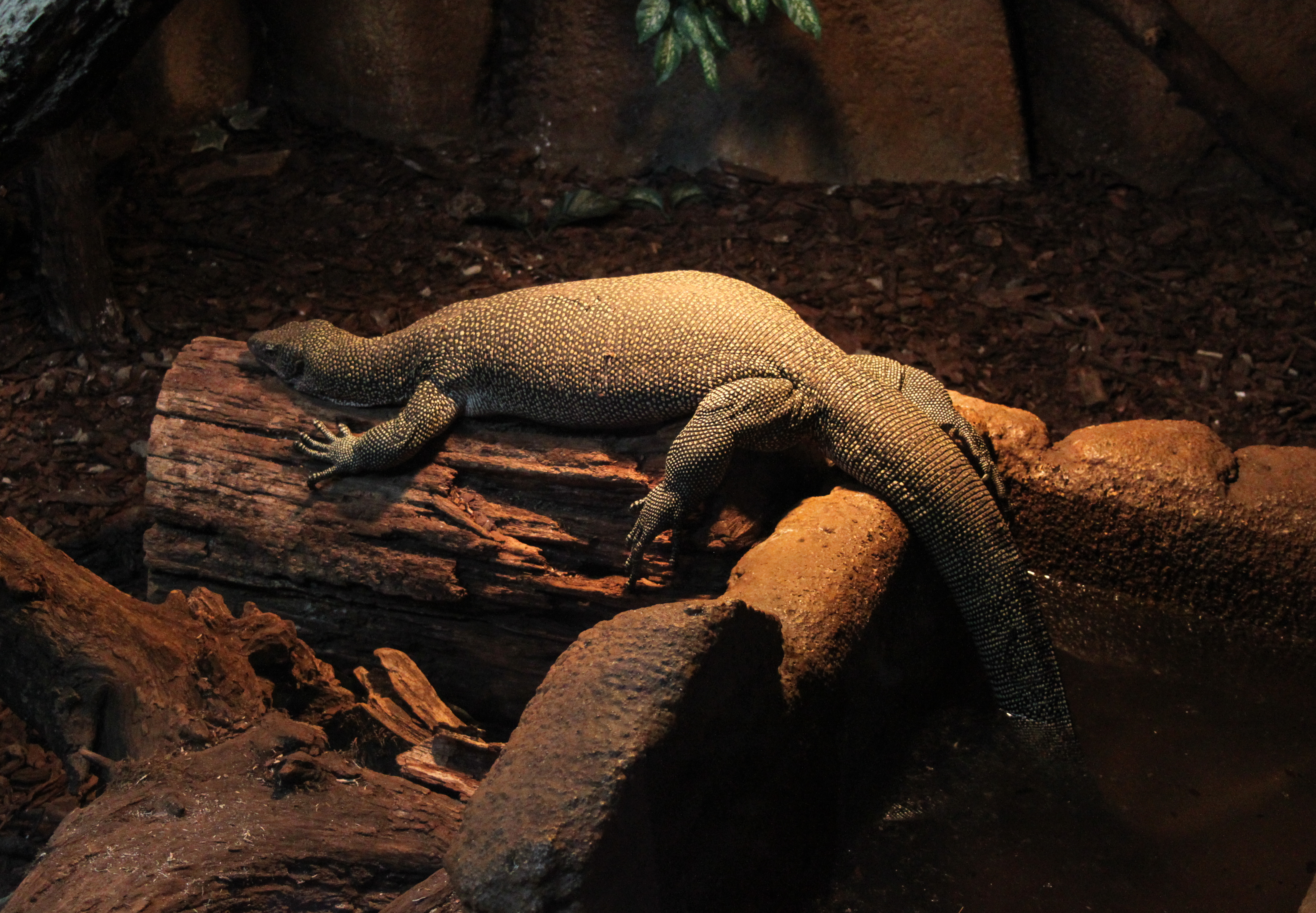
尼賴吉哈佐動物園中的一只紅樹巨蜥

紅樹巨蜥體色呈深綠至黑色不等，身上有金黃色斑點。頭部色彩較淡，腹部呈奶油色。其牙上有鋸齒，舌頭呈鮮豔的粉紅色。各地紅樹巨蜥大小不等，但很少超過1.5（4英尺11英寸）。澳大利亞爬行動物學家Harold Cogger認為澳大利亞的紅樹巨蜥身長平均為1（3英尺3英寸）。 其尾巴的長度是體長的兩倍左右，有助於其游泳。身體大部份都覆蓋著橢圓的小型鱗片。
紅樹巨蜥可以通過擴張舌骨器增大嘴巴吞下大型獵物，這一點同蛇相似，但其頜部還是僵硬的。紅樹巨蜥有犁鼻器用以探測獵物。
紅樹巨蜥是除了V. semiremex之外唯一一種有鹽腺的巨蜥，因此可以在鹹水中生存並捕捉海生生物。這使得其在海中遊動成為可能，所以亦可能是其廣泛分佈的原因之一。

## 食物
紅樹巨蜥是一種機會主義食肉動物，食物包括蛋、鳥類、軟體動物、齧齒動物、昆蟲、螃蟹、小型蜥蜴、魚類和腐屍。它是唯一一種可以在較深水域捕捉魚類的巨蜥。在某些地區據稱還會捕食未成年的鱷魚。
南馬里亞納群島的紅樹巨蜥食譜正在發生重大變化，原因是其傳統食物正在減少。關島的紅樹巨蜥會以鼩鼱為食，但因為棕樹蛇入侵關島而造成鼩鼱數量減少，紅樹巨蜥因此轉而以無脊椎生物為食，也會去翻人類的垃圾箱。它也是關島上少數幾種可以對棕樹蛇構成威脅的生物之一。

## 繁殖
紅樹巨蜥缺乏明顯的兩態性，只有關島上的雄性紅樹巨蜥被報導體型是雌性的三倍。雄性會爲了爭鬥配偶而爭鬥。交配時雄性會在騎到雌性背上之後用下巴摩擦雌性的頭部和身體前端。交配時雄性和雌性可能會進行360度旋轉，雄性一直保持上位。
交配后，雌性會產下2至12枚卵，卵的長度約為3.5—5（1.4—2.0英寸）。卵為白色、呈橢圓形，七至八個月後幼年紅樹巨蜥就會孵出。現已有成功的人工繁殖記錄。

## 與人類的關係
1930年代，紅樹巨蜥被引入到一些太平洋島嶼上。日本在二戰之前也開始引入紅樹巨蜥以消滅鼠害，但後來失控，紅樹巨蜥開始襲擊當地的鶏舍。美軍抵達時當地人還向之求助以消滅過多的紅樹巨蜥，而美方給出的意見是引入劇毒的海蟾蜍。雖然紅樹巨蜥的數量得到了控制，但是鼠害又再度頻發。帕勞群島也因同樣的緣故引入了海蟾蜍，但紅樹巨蜥的大量死亡導致當地的椰子害蟲猖獗起來。
其皮可以用來製造磁鼓頭，雖然這種貿易規模較小，但仍有學者認為這是一種過度利用。更多的地方只是將其當做食物，或者因其危害家養動物而將之捕殺。關島當地有一種傳統食物是用紅樹巨蜥的肉製成的。
紅樹巨蜥常見於動物園中，有時也被當成寵物來貿易。其性警覺而且被馴服後容易控制。家養環境下可活20年以上。